# Pluralwahlrecht
Pluralwahlrecht ist ein Wahlrecht, das einzelnen (oder Gruppen von) Wählern im Vergleich zu anderen Wählern mehr Stimmen (also zwei oder mehrere) einräumt, diese also bevorzugt. Das Pluralwahlrecht kann daher weitgehend mit dem Pluralstimmrecht gleichgesetzt werden, d. h. Einräumung mehrerer Stimmen. Es steht im Widerspruch zum Wahlrechtsgrundsatz der Wahlgleichheit.

## Eigenschaften von Pluralwahlrechten
Ein Pluralstimmrecht liegt vor, wenn ein und derselben Person tatsächlich zwei oder mehr Stimmen zustehen, die anderen Personen des Elektorats nicht zustehen.
Beim Pluralwahlrecht ist es z. B. so, dass bestimmte Personen oder Gruppen zwei, drei oder gar mehr Stimmen erhalten, die sie abgeben können. Der zusätzliche Einfluss dieser Personen oder Gruppen auf das Wahlergebnis dank ihrer zusätzlichen Stimmen ist dabei offensichtlich.
Die Pluralwahlrechte können ferner noch danach unterschieden werden, ob über die mehrfachen Stimmen je einzeln entschieden werden kann, dass es also möglich wäre, damit mehrere Personen/Listen zu wählen, oder ob sie nur einheitlich abgegeben werden können, dass also dieselbe Person/Liste zwingend mehrere Stimmen vom selben Wähler erhält.
Dass Pluralstimmen-Systeme historisch selten auftreten, dürfte wohl damit zusammenhängen, dass das unterschiedliche Stimmengewicht durch die offene Zuteilung mehrerer Stimmen offensichtlich ist und daher auch offen kritisiert werden kann. Zudem lässt sich ein solches System auch formal leicht angreifen, da es die Wähler formal ungleich behandelt. Eine entsprechende Zuteilung von Stimmrechten bei politischen Wahlen oder Abstimmungen widerspricht in einer Demokratie dem Grundsatz der Gleichheit der Wahl, insbesondere dem daraus folgenden Grundsatz der Zählwertgleichheit aller Stimmen. Daher wäre eine solche Regelung nach dem deutschen Grundgesetz (wie auch nach internationalen Standards) unzulässig.

## Geschichte
Historisch sind Pluralwahlrechte selten. Im Frühkonstitutionalismus war ein Zensuswahlrecht üblich. Die Forderung der liberalen Opposition nach Stimmengleichheit wurde in der Revolution von 1848/49 in Deutschland erstmals umgesetzt. In der Reaktionsära wurde jedoch das vorherige Wahlrecht fast überall wiederhergestellt. In den folgenden Jahrzehnten setzte sich zunehmend ein liberales Wahlrecht durch. In einer Reihe von Staaten wurde jedoch keine gleiche Wahl, sondern Klassenwahlrechte, wie das preußische Dreiklassenwahlrecht, eingeführt.
Der erste Staat, der ein Pluralwahlrecht einführte, war Belgien mit dem Wahlgesetz von 1893. Bei der Wahl zur Abgeordnetenkammer verfügte ein Familienvater, der mindestens 35 Jahre alt war über eine Zusatzstimme und wer eine Grundsteuer von mindestens fünf Franken bezahlte, ebenfalls eine Zusatzstimme. Wähler hatten damit bis zu drei Wahlstimmen. Auch Vertreter des Klerus oder Akademiker verfügten über drei Wahlstimmen. Ebenso wurde zu dieser Zeit die Wahlpflicht in Belgien eingeführt.
In einigen deutschen Staaten wurde diese Form des Wahlrechts übernommen. Beispiele sind:
- im Königreich Sachsen hatten Wähler ab 1909 bis zu 3 Zusatzstimmen für die Wahl der II Kammer des Landtags, siehe sächsisches Pluralwahlrecht von 1909
- im Fürstentum Reuß jüngerer Linie hatten Wähler ab 1913 bis zu 5 Stimmen bei der Wahl zum Landtag
- im Großherzogtum Hessen hatten Wähler zur II Kammer ab 1907 zwei Stimmen, wenn die älter als 50 Jahre waren, siehe Wahlrecht 1911
- Großherzogtum Oldenburg hatten Wähler ab 1909 zwei Stimmen, wenn die älter als 40 Jahre waren, siehe Oldenburgischer Landtag#Die Wahlrechtsreform von 1909.

1918 wurde in ganz Deutschland die gleiche Wahl eingeführt.
Ein Befürworter des Pluralwahlrechts im 19. Jahrhundert war John Stuart Mill.

## Alternativen zu Pluralwahlrechten
Historisch traten Pluralwahlrechte selten auf. Meist wurde der Zweck, bestimmte Gruppen zu bevorzugen, durch andere Mittel besser erreicht, von denen die wichtigsten folgende sind:
Die meisten Staaten der Neuzeit, die sich verfassungsrechtlich dem Konstitutionalismus zurechnen lassen, kannten Zweikammerparlamente, wobei der Volksvertretung allerdings nicht ein nach territorialen Gesichtspunkten bestimmter Senat, sondern ein Herrenhaus gegenüberstand; diesem Herrenhaus gehörte meist der Adel, daneben aber oft auch Angehörige des Herrscherhauses, reiche Bürger und Grundeigentümer, Vertreter von Regierung, Verwaltung und öffentlicher Institutionen u. dgl. an.
Wirksamer als Mehrfachstimmen waren Ausschlüsse ganzer Klassen vom Wahlrecht, etwa durch hohen Wahlzensus (Mindestvermögen, Mindeststeuern), Erfordernis von Grundeigentum als Wahlrechtsvoraussetzung, Ausschluss wegen abhängiger Arbeit (etwa als Hausangestellte) u. v. a. m. Bekannte historische Beispiele sind verschiedene Klassenwahlrechte, so das preußische Dreiklassenwahlrecht.
Auch die Methoden der Wahlkreisgeometrie (Gerrymandering) konnten dazu dienen, bestimmten Gruppen die Vormacht zu erhalten; stellvertretend dafür sei auf den lange andauernden Streit um die Neueinteilung der Wahlkreise in Großbritannien während nahezu des ganzen 19. Jahrhunderts, verbunden mit den rotten boroughs (entvölkerte alte Wahlkreise), verwiesen.
Andere, schon eher radikale Maßnahmen bestanden in einer Verwischung der Grenzen zwischen den Institutionen (widerspricht der Gewaltentrennung), etwa durch Einsitznahme der gesamten Regierung, von Richtern, hohen Amtsträgern usw. in die Parlamente, oder durch den Verzicht auf Wahlen als ausschließliche oder doch hauptsächliche Bestellungsform der staatlichen Gremien, etwa durch Einsitznahme von Amtes wegen (z. B. der Regierung) oder im Anschluss an ein Amt (z. B. werden ehemalige Präsidenten automatisch Senatoren auf Lebenszeit), durch Ernennungen (oft von Senatoren auf Lebenszeit) oder Kooptation (Zuwahl von Mitgliedern durch das betreffende Organ selbst).
Manche dieser Methoden haben in Resten bis heute überlebt, so etwa das britische Oberhaus, der irische Senat, die Einsitznahme ehemaliger Staatspräsidenten in den Verfassungsrat (in Frankreich) bzw. in den Senat (Italien), Ernennung von Senatoren auf Lebenszeit (Italien) u. a. m.

## Abgrenzung von Verwechslungen und Scheinformen
Im Unterschied zu Wahlrechtsformen wie Familienwahlrecht, Stellvertreterwahlrecht und dergleichen stehen beim Pluralwahlrecht die zusätzlichen Stimmen der jeweils berechtigten Person selbst unmittelbar zu und werden nicht von weiteren Personen (also z. B. der vertretenen Personen, den Familienangehörigen) auf die das Wahlrecht ausübende Person übertragen. Diese Formen sind daher kein Verstoß gegen das Wahlrechtsprinzip der gleichen Wahl, sondern Verstöße gegen das Wahlrechtsprinzip der direkten Wahl.
Ebenfalls kein Pluralwahlrecht bildet das System von Erst- und Zweitstimme im deutschen Wahlrecht, denn diese beiden Stimmen stehen jeder wahlberechtigten Person gleichermaßen zu. Durch Verrechnung der Direktmandate (Erststimme) mit den Ergebnissen aus den Zweitstimmen (Listenmandate) ist zudem dafür gesorgt, dass in der Regel keinem Wähler doppelter Einfluss auf das Wahlergebnis zukommt.
Die weit verbreitete Regelung, dass bei Stimmengleichheit die Stimme des Vorsitzenden doppelt zählt (d. h. die bereits abgegebene Stimme gibt den Ausschlag) oder dass ihm der Stichentscheid zukommt (der nach der Abstimmung getrennt abgegeben werden muss), stellt ebenfalls kein Pluralwahlrecht dar, insbesondere dann nicht, wenn der Stichentscheid des Vorsitzenden nur dann erfolgt, wenn Stimmengleichheit auftritt, der Vorsitzende aber sonst gar nicht mit abstimmt (denn dann hat er nur eine einzige Stimme). Diese wie andere Regelungen sollen nur einen Entscheidungsstillstand verhindern, wie z. B. auch die Regelung, dass gleich geteilte Stimmen eines Gerichts als Freispruch zu werten sind.
Gleichartige Effekte wie in den Pluralwahlrechten treten in jedem politischen System auf, in dem entweder verschieden zahlreiche Wählergruppen gleich großen Abgeordnetenzahlen oder aber gleich große Wählergruppen unterschiedlichen Abgeordnetenzahlen zugeordnet werden. Dies gilt z. B. für das klassische Zweikammersystem US-amerikanischer Prägung mit einem nach Bevölkerungsgröße bestellten Abgeordnetenhaus und einem Senat, in dem alle territorialen Einheiten durch eine je gleiche Zahl von Senatoren vertreten sind.
Allerdings gilt dies nur unter einer Betrachtungsweise, die von den einzelnen Bürgern ausgeht. Der Sinn einer solchen Einrichtung wie eines Senates soll ja darin bestehen, die Gliedstaaten als solche zu vertreten, sodass unter dem Gesichtspunkt der Gleichberechtigung der Staaten eben gerade kein Pluralwahlrecht vorliegt.
Ebenfalls kein Pluralwahlrecht ist der Effekt in Mehrheitswahl-Systemen, dass Wähler einzelner Wahlkreise einen erheblich größeren Einfluss auf das Ergebnis der Wahl haben („Erfolgswert“) auch wenn derartige swing states (bei US-Präsidentschaftswahlen) oder „bellweather Districts“ (z. B. bei Wahlen zum britischen Unterhaus) oftmals bedeutend mehr Aufmerksamkeit in den Medien und Wahlkampfauftritte erhalten als der Rest der Wählerschaft.